# Лю Ган
Лю Ган (кит. 刘刚; 30 января 1961) — китайский ученый и политический активист.

## Биография
До событий на площади Тяньаньмэнь Лю изучал теоретическую физику (механику, аэродинамику, оптику, материаловедение). Получил степень магистра по физике в Пекинском университете в 1984 году. Преподавал, также работал в компаниях и подразделении Китайской академии наук.
В начале 1980-х годов познакомился с Фан Личжи. Лю организовал Независимый союз студентов Пекина и был одним из самых заметных студенческих лидеров во время событий на площади Тяньаньмэнь. Через две недели после этого арестован и осужден на 6 лет тюремного заключения.
После эмиграции в США в 1996 году получил степень магистра в области компьютерных наук Колумбийского университета. Лю работал в Bell Labs (Нью-Джерси).

## Научные исследования
Лю совместно с Рамакришнаном англ. K. G. Ramakrishnan предложил алгоритм маршрутизации A*Prune, сравнимый по эффективности с лучшими алгоритмами маршрутизации при тестировании на случайных графах .
Разработал программное обеспечение и новый класс оптических маршрутизаторов для оптических телекоммуникаций.
Его новое исследование, Т-вперед метод, это новый решатель для достижения наилучшего результата в математической модели и в замкнутой форме решение для Выпуклая функция нелинейного программирования (НЛП). Линейное программирование является частным случаем математической оптимизации. T-вперед метод движется вперед внутри допустимой области с пути Т-образного к возрастающей направлении целевой функции. [27] В теории, Т-вперед метод является улучшенной версией от линейного программирования, и это обеспечивает наиболее удобный и точный способ для решения задач линейного программирования в математической теории оптимизации. Предложено Лю Ган в 2014 году.